# Гудак Василь Андрійович
Василь Андрійович Гудак (11 червня 1941, Монастирець, Журавнівський р-н, Дрогобицька обл. (нині Жидачівський р-н, Львівська обл. — 22 січня 2023, Монастирець) — майстер художньої кераміки, мистецтвознавець, професор (1995), викладач.
Кандидат мистецтвознавства (1985). Член НСХУ (1992).

## Життєпис
Народився Василь Гудак 11 червня 1941 року на Львівщині в селі Монастирець.

### Родина
Його батько Андрій Дем'янович, загинув у боях Другої світової війни 3 листопада 1944 року, похований на території Словаччини, мати Меланія Василівна працювала в колгоспі.

### Навчання
Ще в шкільні роки Василь захопився малюванням. Упродовж 1960 — 1963 років навчався в Косівському училищі прикладного мистецтва, відділ художньої кераміки.
Протягом 1963 — 1968 років начався у Львівському інституті прикладного та декоративного мистецтва, відділ художньої кераміки (викладачі: Дмитро Крвавич, Володимир Овсійчук, Роман Сельський, Данило Довбошинський, Карло Звіринський, Іван Самотос, Мирон Вендзилович, Олексій Соломченко). Зеновій Флінта був керівником дипломної роботи (декоративно-монументальне панно «Сфери людської діяльності»). Завдяки викладачу П. К. Марковичу у вільний від навчання час займався пошуково-творчою роботою.

### Викладацька діяльність
По завершенні навчання розпочав працювати викладачем відділу художньої кераміки Львівського інституту прикладного та декоративного мистецтва.
У 1968 і 1969 роках був стажистом-дослідником на кафедрі художньої кераміки і скла Ленінградського вищого художньо-промислового училища імені В. Г. Мухіної, де його порадниками були кандидат мистецтвознавства, доцент К. М. Митрофанов та завідувач кафедри професор В. Ф. Марков.
У 1985 році на спеціалізованій раді тоді Московського вищого художньо-промислового училища (колишнє Строганівське) захистив кандидатську дисертацію «Народна кераміка Східноподільської зони Української РСР (художні особливості)», отримавши учений ступінь кандидата мистецтвознавства. Науковий керівник доктор мистецтвознавства Ю. П. Лащук.
З 1991 року доцент кафедри художньої кераміки, з 1995 року професор Львівської національної академії мистецтв.
З 2008 по 2017 роки професор кафедри декоративно-прикладного мистецтва в Прикарпатському  національному університеті ім. В. Стефаника.
З 2018 року працює у Львівському фаховому коледжі будівництва, архітектури та дизайну викладачем спецдисциплін.
Автор близько 130 керамологічних публікацій з проблем подільського гончарства в наукових та науково-популярних періодичних виданнях і збірниках. Понад сорок років Гудак бере участь у наукових конференціях (Львів, Санкт-Петербург, Москва, Вінниця, Тернопіль, Кам'янець-Подільський, Опішня).
З 1969 року публікував матеріали про народну кераміку та мистецтво в різних виданнях. Збирач зразків народної кераміки Поділля, ілюстративного та теоретичного матеріалу.
Учасник ІІІ Всеукраїнського симпозіуму монументальної кераміки в Опішному «Поезія гончарства на майданах і в парках України» (1999), премія в номінації «Філософія глини».
Митець працює в галузях декоративної кераміки, станкового живопису, графіки, досліджує й використовує мотиви народного мистецтва.

## Виставки
Від 1965 року учасник обласних, республіканських, всесоюзних та зрубіжних мистецьких виставок, симпозіумів монументальної кераміки.
Персональні виставки відбулися у Львові (1992, 1995, 2001 рр.).

## Твори
Декоративні композиції — «Гуцул» (1968), «Будівництво» (1977), триптих «Енергія» (1989), «Карпатська сюїта» (1990), «Творіння» (2001);
декоративні кахлі — «Олень» (1974), «Народний натюрморт» (1975), «Народні розписи» (1976), «Театральні маски» (1984), «Енергія» (1989), «Цвітіння» (1993), «Місто» (1997), «Небесна симфонія», «Народні мотиви» (обидві — 2001);
декоративні тарелі — «Натюрморт із писанками» (1976), «Вогні» (1992), «Реквієм» (1993), «Дикий птах» (2000), «Неспокій» (2001);
декоративні пласти — «Є у мене топір, топір» (1979), «Гомін віків» (1986), «Відлуння віків» (1995), «Писанка-трійця» (1996), «Карби віків» (2002).
Твори Гудака зберігаються в музеях і приватних збірках України, Росії, США, зокрема в Національному музеї-заповіднику українського гончарства в Опішному.